# Lohn (Gemeinde Schönbach)
Lohn ist eine Ortschaft und Katastralgemeinde in der Marktgemeinde Schönbach in Niederösterreich. Die Ortschaft hat 152 Einwohner (Stand 1. Jänner 2025).

## Geografie
Das Dorf Lohn liegt nördlich von Schönbach an der Landesstraße L78 nach Pehendorf auf 740 m ü. A. und erstreckt sich von dieser nach Osten. Den östlichen Ortsanfang bildet die Lohnmühle, die zwischen dem Edelbach und dem Lohnbach am Kleinen Kamp liegt und von wo die mit dem Gehöft Lohnhof beginnende Siedlung über eine Stichstraße erschlossen wird. Nördlich des Dorfes befindet sich die Lohnhöhe, die den Ort vom schwer passierbaren Lohnbach trennt. Der naturgeschützte Lohnbachfall, eine unterirdische Fließstrecke der Lohn, wo der Flusslauf gänzlich unter bemoosten Granitblöcken verschwindet, befindet sich bereits an der Grenze zur Katastralgemeinde Pehendorf (Gemeinde Rappottenstein).
Regional bekannt ist der Ort neben dem Naturdenkmal auch durch die in den 1970er Jahren entstandene Diskothek Lohn.
Zur Katastralgemeinde zählen neben dem Dorf noch die zerstreuten Häuser Münzenberg sowie die Einzellagen Kitzlermühle, Lohnmühle und Tümmelhof.

## Geschichte
Das offene Straßendorf wurde bereits 1292 zum ersten Mal schriftlich als Lon erwähnt, der Name leitet sich von „Loh“ für Wald ab.
Im Jahr 1822 wurde der Ort als Dorf mit fünfundzwanzig Häusern genannt, das nach Schönbach eingepfarrt war, wohin auch die Kinder eingeschult wurden. Die Herrschaft Rappottenstein besaß die Ortsobrigkeit, übte die Landgerichtsbarkeit aus, besorgte die Konskription und hatte die Grundherrschaft inne.
Mit der Aufhebung der Grundherrschaften wurde der Ort 1849 eine Katastralgemeinde der Gemeinde Schönbach, zu dieser zählte auch noch die Einzellage Münzenberg.
Laut Adressbuch von Österreich waren im Jahr 1938 in Lohn ein Gastwirt, eine Mühle samt Sägewerk und mehrere Landwirte ansässig.

## Siedlungsentwicklung
Zum Jahreswechsel 1979/1980 befanden sich in der Katastralgemeinde Lohn insgesamt 48 Bauflächen mit 18.317 m² und 2 Gärten auf 700 m², 1989/1990 gab es 46 Bauflächen. 1999/2000 war die Zahl der Bauflächen auf 125 angewachsen und 2009/2010 bestanden 92 Gebäude auf 128 Bauflächen.

## Bodennutzung
Die Katastralgemeinde ist forstwirtschaftlich geprägt. 246 Hektar wurden zum Jahreswechsel 1979/1980 landwirtschaftlich genutzt und 343 Hektar waren forstwirtschaftlich geführte Waldflächen. 1999/2000 wurde auf 215 Hektar Landwirtschaft betrieben und 369 Hektar waren als forstwirtschaftlich genutzte Flächen ausgewiesen. Ende 2018 waren 189 Hektar als landwirtschaftliche Flächen genutzt und Forstwirtschaft wurde auf 380 Hektar betrieben. Die durchschnittliche Bodenklimazahl von Lohn beträgt 15 (Stand 2010).